# Club Deportivo Natación Boadilla
El Club Deportivo Natación Boadilla es un club deportivo fundado en el año 2002 en Boadilla del Monte (Madrid).

## Historia
El equipo de waterpolo femenino consigue su ascenso a la división de honor en la temporada 2018/2019.
Algunas de sus jugadoras de waterpolo, Paula Camus, Giorgia Gallinato, Elena Camarena y Elisa Portillo se proclaman Campeonas de Europa en el año 2019 con las selecciones nacionales sub-15 (Kirishi (Rusia)) y sub-17 (Volos (Grecia)).